# Oxalis jamesonii
Oxalis jamesonii är en harsyreväxtart som beskrevs av A. Lourteig. Oxalis jamesonii ingår i släktet oxalisar, och familjen harsyreväxter. Inga underarter finns listade i Catalogue of Life.